# Euxoa donzelii
Euxoa donzelii là một loài bướm đêm trong họ Noctuidae.